# Emiliano Boffelli
Emiliano Boffelli (* 16. Januar 1995 in Rosario) ist ein argentinischer Rugby-Union-Spieler. Er spielt auf den Positionen des Außendreiviertels und des Schlussmannes für das schottische Franchise Edinburgh Rugby und die argentinische Nationalmannschaft.

## Biografie

### Vereinskarriere
2014 begann Boffelli für den Verein Duendes Rugby Club in der Nacional de Clubes zu spielen. Anschließend war er beim Auswahlteam Pampax XV tätig, mit dem er 2015 an der World Rugby Pacific Challenge teilnahm und diesen Wettbewerb für sich entschied. 2016 wechselte er zum neu gegründeten Franchise der Jaguares, das ab diesem Jahr an der erweiterten internationalen Liga Super Rugby beteiligt war. Boffelli gehörte meist der Stammformation der Mannschaft an und erreichte in der Saison 2019 den größten Erfolg, als die Jaguares bis ins Meisterschaftsfinale vorstießen. Im Finale, das mit einer 3:19-Niederlage gegen die Crusaders endete, stand er über die gesamte Spieldauer im Einsatz.
Die Saison 2020 musste wegen der COVID-19-Pandemie abgebrochen werden. Aufgrund fehlender Spielmöglichkeiten entschloss sich Boffelli dazu, nach Frankreich zu gehen und unterschrieb im Dezember 2020 einen Vertrag beim Erstligisten Racing 92. Sein erstes Spiel in der Liga Top 14 bestritt er am 19. Februar 2021, wobei er einen Versuch zum 23:20-Sieg gegen Castres Olympique beisteuerte. Am Ende der Saison 2020/21 verließ er den Verein, nachdem sein Vertrag nicht verlängert worden war; insgesamt war er nur vier Mal zum Einsatz gekommen. Im September 2021 folgte seine Verpflichtung durch das schottische Franchise Edinburgh Rugby in der United Rugby Championship.

### Nationalmannschaft
Nachdem er der argentinischen U18- und der U19-Auswahl angehört hatte, spielte er von 2013 bis 2015 in der U20-Auswahl und nahm mit ihr jeweils an der Juniorenweltmeisterschaft teil. Für die Reserve-Nationalmannschaft Argentina A trat er zu einem Spiel der Americas Rugby Championship 2017 gegen Brasilien an und trug dadurch zum Turniersieg bei. Sein erstes Test Match für die argentinische Nationalmannschaft bestritt er am 10. Juni 2017 bei der 34:38-Heimniederlage in San Juan gegen England. Zwei Monate später folgte gegen Südafrika sein Debüt in einem Spiel im Rahmen der Rugby Championship. Boffelli gehörte dem argentinischen Kader während der Weltmeisterschaft 2019 an; zum Einsatz gelangte er in der Gruppenphase gegen Frankreich, Tonga und England.

## Erfolge
Pampas XV:
- Sieger World Rugby Pacific Challenge: 2015

Argentina A:
- Sieger Americas Rugby Championship: 2017